# George Cushing
George Frederick Cushing (1923-1996) fue un autor y profesor británico, dedicado al estudio de Hungría.

## Biografía
Nacido en la localidad inglesa de Sheringham el 17 de febrero de 1923; fue profesor en la School of Slavonic and East European Studies de la Universidad de Londres. Colaborador de la revista Slavonic and East European Review, tradujo varias obras del húngaro al inglés, como People of the puszta (1960) y Petofi (1973) —una biografía de Sándor Petőfi—, ambos de Gyula Illyés, o Finno-Ugrian languages and peoples (1975) de Péter Hajdú, entre otras. Falleció el 12 de abril de 1996 en Sydenham.